# La Tapageuse
La Tapageuse est la 10e unité de la série des dix patrouilleurs de la Marine nationale française du type P400 destinés aux tâches de protection des zones économiques exclusives ou de service public.
Son port d'attache a été Papeete pendant son service actif et sa ville marraine Saint-Lô. Le 14 mai 2012, elle quitte la Polynésie française pour être rapatriée à Brest via le canal de Panama pour être retirée du service actif. 
Les garde-côtes de Philippines ont montré de l'intérêt pour le bâtiment qui serait évalué à 6 millions d'euros et pourrait être encore actif pendant une vingtaine d'années. Cette vente n'est plus d'actualité, quand, le 30 novembre 2013, La Tapageuse est rachetée par Piriou Naval Services, la branche réparation navale de Piriou, pour être refondue puis revendue. Elle est à cette date transférée à Concarneau,. Elle est ensuite vendue à la marine nationale du Gabon le 29 octobre 2014, et prend le nom de CV Bivigou Nziengui, du nom de l'ancien chef d'état-major de marine gabonaise, le capitaine de vaisseau Paul Bivigou-Nziengui, mais sa livraison à la marine gabonaise n'a jamais  eu lieu. Il est alors stationné à Concarneau depuis 2016, la vente étant annulée. Il est finalement revendu en 2022 à la Marine ivoirienne et est renommé Contre-amiral Fadika. Le transfert de pavillon est effectué le 9 septembre 2022,

## Missions
Missions de protection :
- Patrouille ;
- Contrôle d'embargo ;
- Action de souveraineté ;
- Transport de commandos.

Missions de service public :
- Secours en mer ;
- Police de la navigation ;
- Police des pêches ;
- Assistance aux zones isolées ;
- Transports légers inter-insulaires ;
- Lutte contre les trafics ;
- Lutte antipollution.

Un patrouilleur de type P 400 est un bâtiment fiable et robuste, capable de conserver une vitesse élevée par mer formée et doté d'une forte endurance. Il dispose d'une grande capacité de transport : un poste de 20 passagers et deux soutes marchandes totalisant 35 m3. Sa vaste plage arrière permet des hélitreuillages ou des embarquements de matériels en pontée. Son armement est adapté à ses missions.

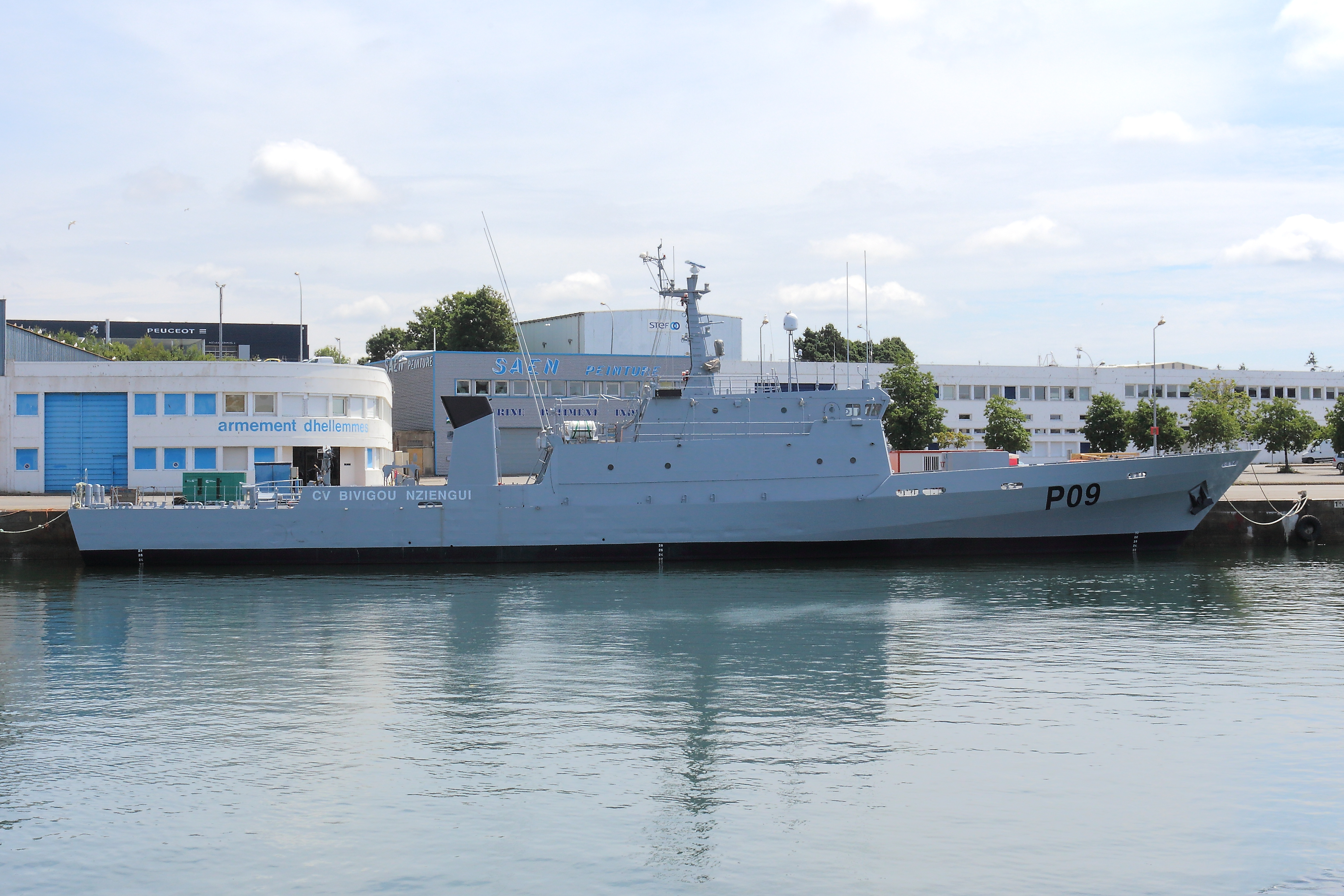
Le CV Bivigou Nziengui à Concarneau en 2015.